# Peter Nguyễn Văn Hùng

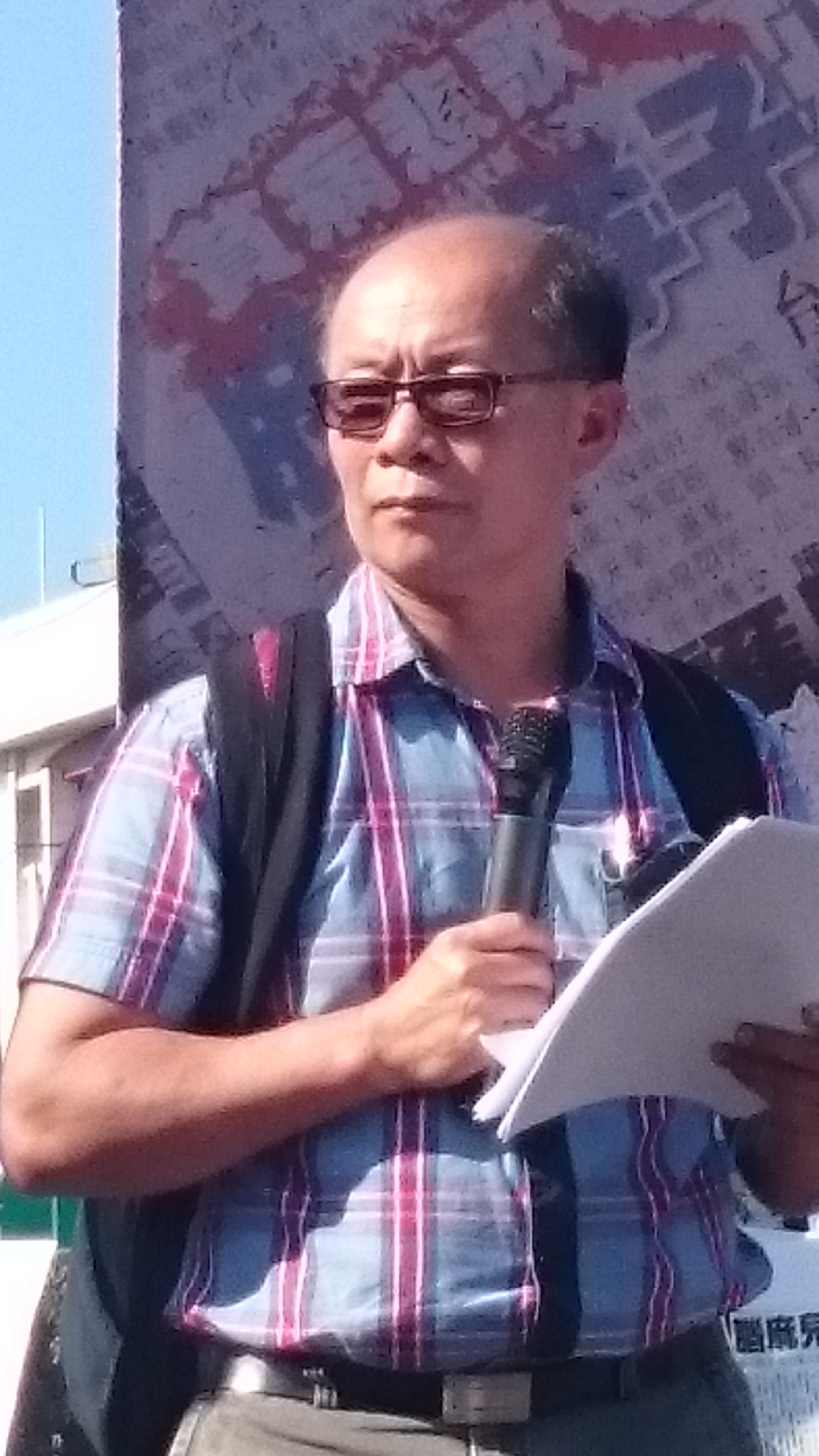
Peter Nguyễn Văn Hùng auf dem Ketagalan Boulevard

Peter Nguyễn Văn Hùng SSCME (Vietnamesisch: Phêrô Nguyễn Văn Hùng; Chinesisch: 阮文雄; Pinyin: Ruǎn Wénxióng; geboren 1958) ist ein vietnamesisch-australischer römisch-katholischer Priester und Menschenrechtsaktivist in Taiwan. Er wurde vom US-Außenministerium als „Held, der sich für die Beendigung der modernen Sklaverei einsetzt“ anerkannt.

## Frühe Lebensjahre
Peter Nguyễn Văn Hùng wuchs mit zwei Brüdern und fünf Schwestern in einer Familie der unteren Mittelschicht außerhalb der ehemaligen Provinz Bình Tuy in Südvietnam auf. Sein Vater war Fischer, starb jedoch nach einer langen Krankheit, sodass seine Mutter, eine gläubige Katholikin mit Wurzeln im Norden des Landes, zur Hauptverdienerin der Familie werden musste. Peter Nguyễn Văn Hùng selbst folgte dem Glauben seiner Mutter.
Er verließ Vietnam 1979 auf einem überfüllten Boot, wurde nach nur 36 Stunden von einem norwegischen Schiff gerettet und nach Japan gebracht, wo er sich nach seiner Ankunft der Missionsgesellschaft des Heiligen Columban anschloss.
Er lebte drei Jahre in Japan, studierte und nahm verschiedene Jobs an, um sich zu ernähren, darunter Autobahnmeister, Stahlfabrikarbeiter und Totengräber. Er kam 1988 zum ersten Mal als Missionar nach Taiwan und ging danach nach Sydney, New South Wales, Australien, um dort an einem Priesterseminar zu studieren. Er wurde 1991 zum Priester geweiht und kehrte im folgenden Jahr (1992) nach Taiwan zurück.

## Arbeit in Taiwan
Peter Nguyễn Văn Hùng gründete 2004 das Büro für vietnamesische Wanderarbeiter und Bräute im Landkreis Taoyuan (heute Stadt Taoyuan), um vietnamesischen Einwanderern in Taiwan Hilfe anzubieten. Der vietnamesisch-amerikanische Radiosender Little Saigon Radio und andere halfen ihm, den zweiten Stock eines Gymnasiums zu mieten; zwei 65 Quadratmeter große Räume bieten Schlafplätze, während zwei andere als Büroräume genutzt werden. Sie bieten Mandarin-Unterricht, Unterkunft und Verpflegung sowie Rechtsbeistand.
Peter Nguyễn Văn Hùngs Aufdeckung von Misshandlungen ausländischer Arbeiter und Bräute veranlasste das US-Außenministerium, Taiwan aufgrund mangelnder Bemühungen im Kampf gegen den Menschenhandel als „Tier 2“-Region neben Ländern wie Kambodscha zu klassifizieren, was sich für die Regierung der Insel als große internationale Peinlichkeit erwies. Seine Arbeit machte ihn auch zum Ziel von Einschüchterungen in Taiwan.